# Monopteros (tempel)

Grondplan van de monopteros

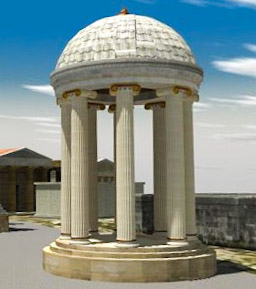
Reconstructie van de Tempel van Roma en Augustus in Athene

Monopteros is in de architectuur en de archeologie (hoofdzakelijk van de Grieks-Romeinse Oudheid) de term voor een rond gebouw met een koepelvormig dak en een ring van zuilen dat geen afgesloten ruimte (cella) heeft.
Vitruvius beschrijft de monopteros als een tempel zonder cella, die op een verhoogd podium staat met een trap die 1/3 van de diameter van de tempel meet. De hoogte van de zuilen op het podium moet even groot zijn als de diameter van de tempel en deze zuilen moeten een dikte hebben van 1/10 van hun lengte, inclusief voet en kapiteel. Het epystylium is half zo hoog als de diameter van de zuil.

## Oudheid
De monopteros onderscheidt zich dus van de bekendere tholos doordat hij geen cella heeft; het is een openluchttempel. In de Romeinse tijd werden de begrippen monopteros en tholos ook wel door elkaar gebruikt. In het midden kon een cultusbeeld geplaatst worden. Een bekend voorbeeld van een antieke monopteros is het Monument van Lysicrates in Athene, waarbij echter in de oudheid al de open ruimte tussen de zuilen werd dichtgemaakt. Een ander voorbeeld is de Tempel van Roma en Augustus, die in de 1e eeuw v.Chr. op de Akropolis van Athene werd gebouwd.

## Barok
In de barokke architectuur was de monopteros als muzentempel een geliefd bouwmotief in de Engelse en Franse tuinen. De monopteros is daarom in veel Europese siertuinen en parken terug te vinden. Veelal werden ze in combinatie met andere gebouwen geplaatst, zoals met een porticus die om de tempel heen staat.

## Antieke bron
1. ↑  Vitruvius, IV.8.1

## Referentie
- Deels vertaald van de Duitse Wikipedia (de:Monopteros (Tempel))

## Afbeeldingen

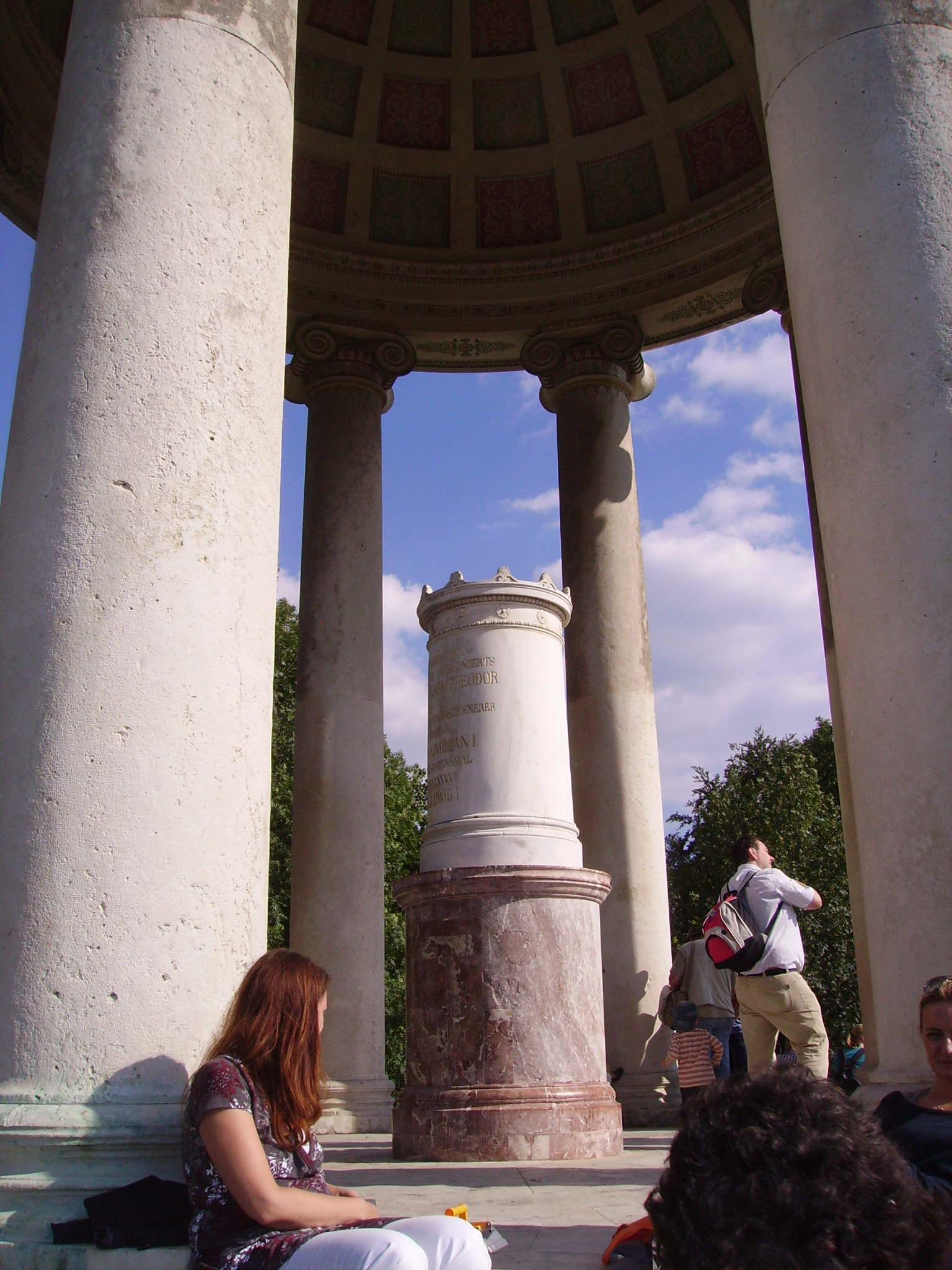
Monopteros in de Englischer Garten in München
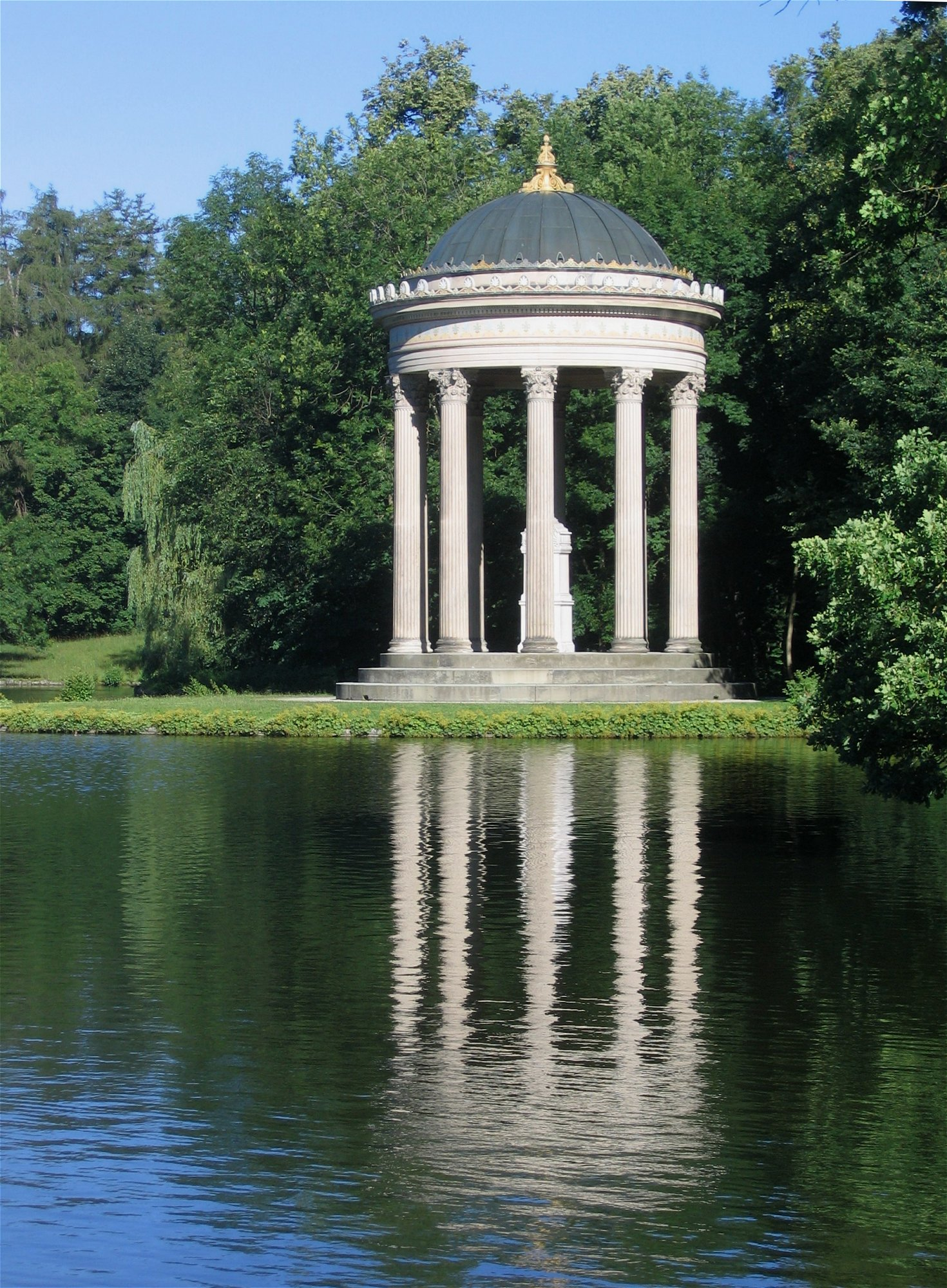
De Apollotempel in Schlosspark Nymphenburg (München)
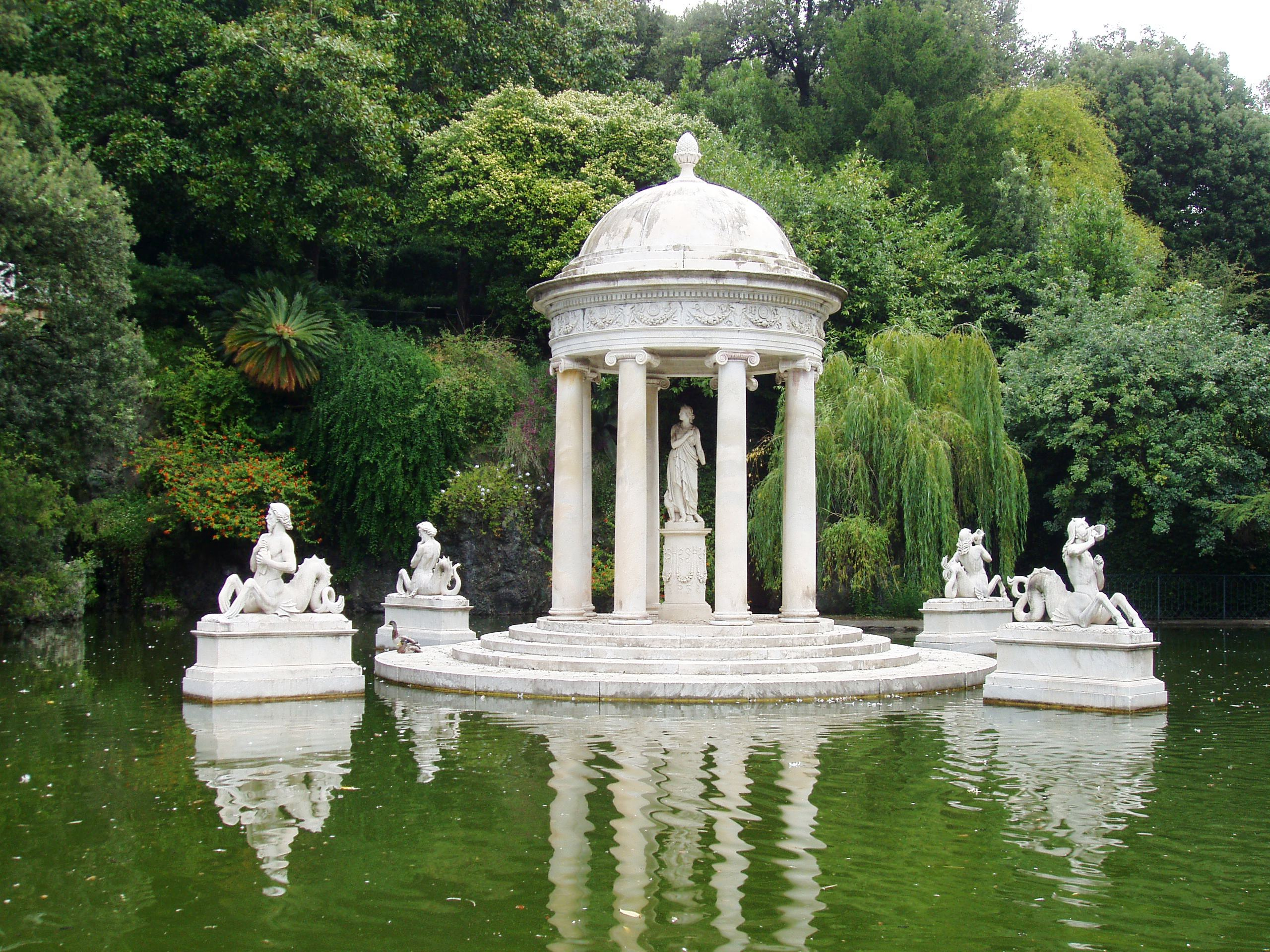
Tempel van Diana bij Villa Durazzo-Pallavicini in Pegli
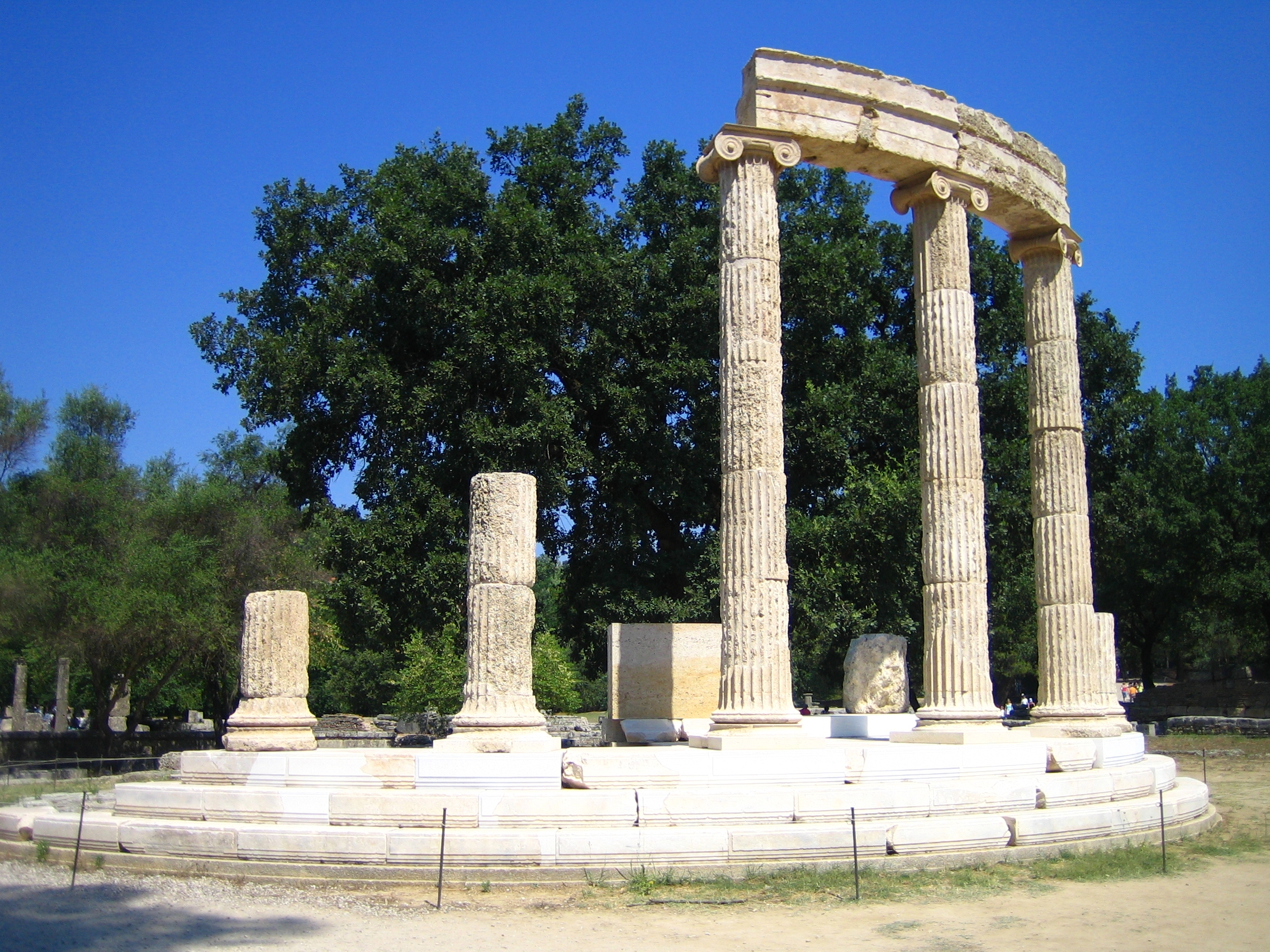
Tempel van Philippus II van Macedonië in Olympia